# Neonitocris bourgeati
Neonitocris bourgeati là một loài bọ cánh cứng trong họ Cerambycidae.